# 정동남
정동남(鄭東南, 1950년 11월 7일 음력 1950년 9월 28일 ~ )은 대한민국의 배우이다. 
- 본관은 초계.

## 생애
1974년 연극배우로 첫 데뷔하였고 1976년 TBC 동양방송 특채 연기자 데뷔하였으며 1980년 영화 《난 모르겠네》의 단역으로 영화배우 데뷔하였다.

## 주요 경력
- 한국구조연합회 회장

## 학력
- 중앙대학교 체육교육학과 학사 1970년 3월 만 20세 입학 ~ 1974년 2월 졸업
- 연세대학교 행정대학원 행정학 석사

### 비학위 수료
- 연세대학교 행정대학원 고위정책과정 수료

## 출연작

### 영화
- 난 모르겠네 (1980년)
- 시비시비 (1989년) - 조쇠똥
- 타악기의 계절 (1990년) - 판사
- 가출소년과 쌍코대작전 (1991년) - 점백이

### 드라마
- 1989년 KBS : 《무풍지대》
- 1990년 KBS : 《파천무》
- 1990년 KBS : 《몽기미 풍경》
- 1990년 KBS : 《검생이의 달》
- 1991년 KBS : 《서울 뚝배기》
- 1991년 KBS : 《TV 손자병법》
- 1992년 KBS : 《삼국기》
- 1992년 KBS : 《적색지대》
- 1993년 KBS : 《비검》
- 1993년 MBC : 《칼 울음소리》
- 1993년 KBS : 《청춘극장》
- 1993년 KBS : 《신 손자병법》
- 1993년 KBS : 《대추나무 사랑걸렸네》
- 1994년 MBC : 《전원일기》 만물장수 역 단역
- 1994년 KBS : 《밥을 태우는 여자》
- 1994년 KBS : 《사라비아 공화국》
- 1995년 KBS : 《바람의 아들》
- 1995년 MBC : 《제4공화국》
- 1996년 EBS : 《감성세대》
- 2000년 KBS : 《사랑의 유람선》
- 2013년 tvN : 《푸른거탑》시리즈
- 2015년 네이버 TV캐스트 : 《회춘 100km》
- 2016년 네이버 TV캐스트 : 《행복 100km》

### 예능
- MBC : 《일요일 일요일밤에》
- KBS : 《밤으로 가는 쇼》
- KBS : 《슈퍼 선데이》
- KBS : 《도전 지구탐험대》
- KBS : 《서세원쇼》
- MBC : 《세바퀴》
- KBS : 《위기탈출 넘버원》
- MBC : 《놀러와》
- SBS : 《김병만, 이수근의 10년의 꿈》
- KBS : 《TV는 사랑을 싣고》

## 수상
- 한국구조연합회 회장
- 대한합기도 시범단장
- 수상안전연합회 중앙구조본부 본부장
- 경찰특공대 대테러 사범, 자문위원
- 국무총리실 안전관리대책기획단 자문위원회 위원장
- 자연보호중앙회 구조본부 본부장
- TBC 무술사범 특채